# Bamsee
Der Bamsee ist ein See in Burkina Faso in der Nähe der Stadt Kongoussi mit einer Fläche von etwa 30 km². Er liegt in der Übergangszone zwischen den pflanzengeographischen Regionen des südlichen Sahels und des Nordsudans.

## Nutzung
Der See dient als Lebensgrundlage für die umliegenden Städte und Dörfer in der Provinz Bam, die ihn für die Bewässerung der Felder (Gemüse- und Obstanbau, z. B. grüne Bohnen und Mangos), den Fischfang und die Rinderzucht benutzen. Im See leben verschiedene Fischarten wie der Nilbuntbarsch (Oreochromis niloticus) und die Glaswelsart Schilbe mystus sowie eine große Population von Nilkrokodilen. Er gilt als das größte natürliche Oberflächenwasserreservoir in Burkina Faso mit einem Einzugsgebiet von 2.610 km², das sich von Kongoussi bis Bourzanga erstreckt, und einer maximalen Wasserspeicherkapazität von 41,3 Millionen m3. Der See trocknet jedoch allmählich aus (Studien schätzten 2017, dass der See bis 2082 vollständig ausgetrocknet sein könnte) und sein Wasserstand schwankt während des Jahresverlaufes stark. Das Austrocknen stellt eine Gefahr für die Bevölkerung dar, deren Nahrungsmittelversorgung durch Fischbestände sowie Wasser für Ackerbau und Viehzucht von dem See abhängt. Ein Projekt zur Wiederherstellung, zum Schutz und zur Aufwertung des Bamsees begann im März 2017.